# Coenosia nigritella
Coenosia nigritella är en tvåvingeart som beskrevs av Huckett 1934. Coenosia nigritella ingår i släktet Coenosia och familjen husflugor. Inga underarter finns listade i Catalogue of Life.